# Free as a Bird
Cet article concerne la chanson des Beatles. Pour l'album de Supertramp, voir Free as a Bird (album).
Singles de The Beatles
Beatles Movie Medley / I'm Happy Just to Dance with You
(1982) Real Love / Baby's in Black
(1996)
Pistes inédites de Anthology 1
That'll Be the Day
Free as a Bird est l'ébauche d'une chanson, composée et enregistrée par John Lennon en 1976 et finalisée par les Beatles. Parue en ouverture de la compilation Anthology 1, le 21 novembre 1995, et en single, le 4 décembre suivant, elle fait partie de la promotion du documentaire télévisé The Beatles Anthology. Suivra aussi, l'année suivante, Real Love, une seconde « nouvelle » chanson. Ces deux titres sont produits par Jeff Lynne, membre fondateur du groupe ELO et un ami et collaborateur de George Harrison.
Le clip vidéo de Free as a Bird, produit par Vincent Joliet et réalisé par Joe Pytka, dépeint, du point de vue d'un oiseau en vol, une suite de scènes aux nombreuses références à l'œuvre des Beatles.
La chanson remporte en 1997 le Grammy Award de la meilleure performance pop d'un duo ou groupe avec chant et atteint le top 10 des classements aux États-Unis et en Angleterre.

## Historique

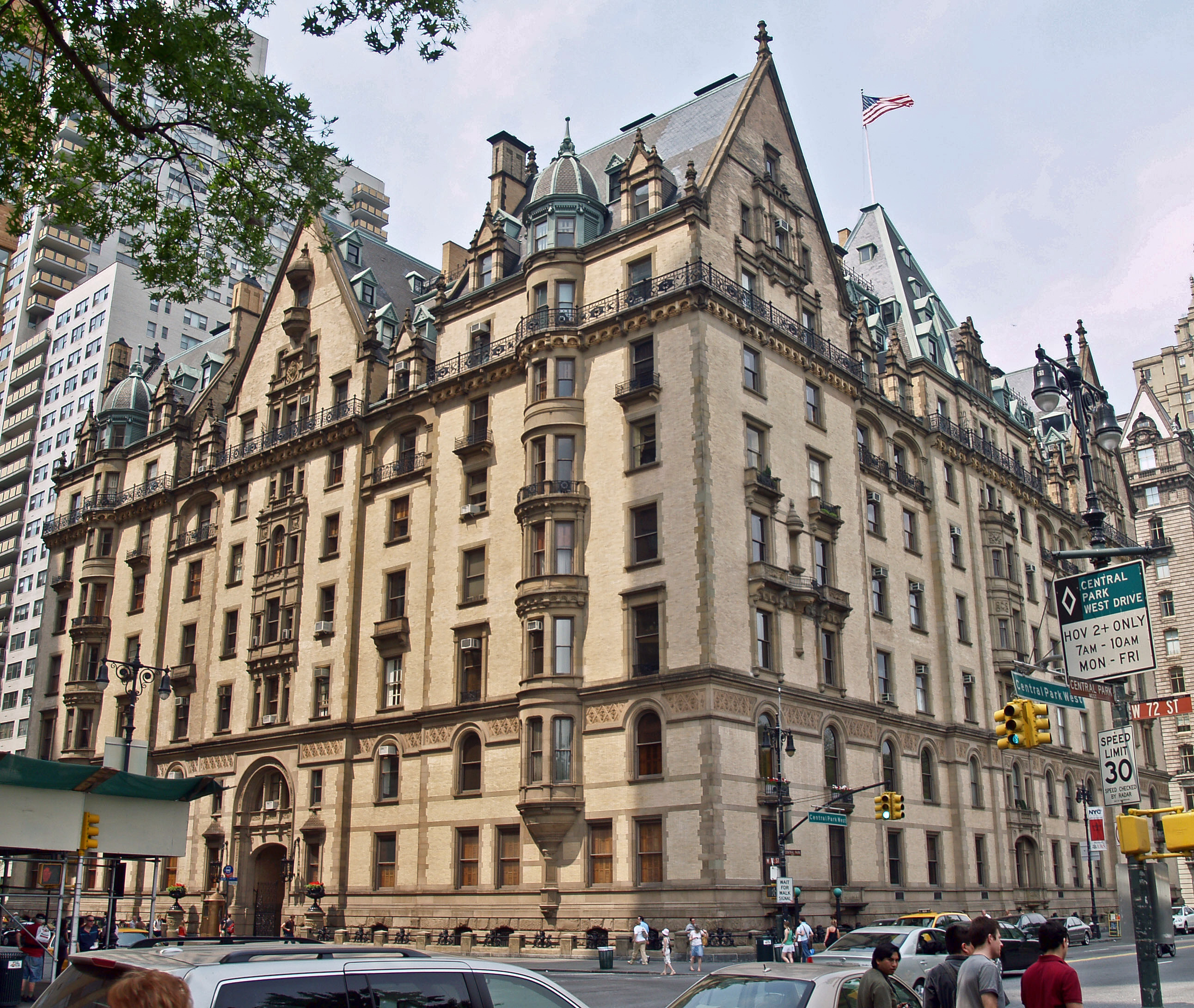
Le Dakota Building, où Lennon vit et enregistre, possiblement en 1976, Free as a bird.

John Lennon écrit Free as a Bird en 1976 (ou en 1977), alors qu'il traverse une période longue de cinq ans hors de toute activité publique, essentiellement consacrée à son fils Sean né en 1975. Il en enregistre une démo qui reste inachevée, chez lui dans son appartement du Dakota Building à New York.
Quelque temps après la mort de Roy Orbison en 1988, George Harrison et Jeff Lynne sont invités à une soirée à Graceland. Discutant de l'avenir des Travelling Wilburys, Harrison affirme que sans la voix de leur collègue disparu, il serait difficile de continuer l'aventure, notant que la seule personne pouvant le remplacer serait Elvis Presley lui même. Un de ses associés lui dit qu'il existe des enregistrements inédits avec la voix du « King » sur une piste isolée qui pourraient être utilisées. L'idée plait aux deux Wilburys qui jonglent avec l'idée. À la fin de ce même voyage aux États-Unis, Harrison rend visite à Yoko Ono et lui raconte cette conversation et c'est à ce moment qu'elle l'informe de l'existence d'enregistrements inédits de son défunt mari. Le projet des Travelling Wilburys incorporant la voix d'Elvis meurt dans l'œuf mais les bandes avec la voix de John restent dans l'esprit de l'ex-Beatle.
Six ans plus tard, The Beatles Anthology, un vaste projet, comprenant des albums, un documentaire de télévision et un beau-livre, qui vise à raconter l'histoire des Beatles de l'intérieur, propose entre autres une série de nouvelles interviews avec les trois membres du groupe et avec Lennon, mort en 1980, cette fois tirés d'archives diverses. On inclut nombres d'enregistrements inédits de chansons des Beatles, telles des maquettes, des chansons inédites et des enregistrements live. Pour compléter le tout, Paul McCartney, George Harrison et Ringo Starr ont d'abord eu l'intention d'enregistrer, en trio, de la musique instrumentale accessoire pour le documentaire. Rapidement, ils se ravisent et décident qu'ils enregistreront de nouvelles chansons. Par contre, la seule manière qu'ils ont de se réunir musicalement en tant que Beatles est de s'assurer de la présence de John Lennon sur les enregistrements.
En janvier 1994, McCartney communique à son tour avec à Yoko Ono et lui demande si elle voulait bien remettre ces enregistrements inédits de son mari afin que le groupe puissent les compléter. Le 19 du même mois, après la cérémonie de l'intronisation posthume de John au Rock and Roll Hall of Fame durant laquelle Yoko accepte le prix des mains de Paul, celle-ci lui remet des cassettes contenant quatre chansons: Grow Old With Me (en), Now and Then, Real Love et Free as a Bird,. Yoko Ono explique : « Tout était déjà préparé, j'ai juste utilisé cette occasion pour donner en personne les cassettes à Paul. Je n'ai pas brisé les Beatles, mais j'étais là à l'époque, vous savez... Maintenant je suis en position de les réunir à nouveau, et je ne voudrais pas mettre une entrave à cela. C'est une occasion que le destin m'a donnée ». 
Le groupe décide de compléter Free as a Bird en premier lieu.

## Enregistrement
« Paul et George entonnaient les chœurs - et tout d'un coup, c'était à nouveau les Beatles ! Être là au milieu de tout cela et avoir une part de responsabilité sur le résultat était étonnant. Ce n'était pas une sorte de fausse version, c'était vraiment authentique. »

— Jeff Lynne
Afin de produire les titres inédits, les trois Beatles choisissent, à l'insistance de Harrison, son partenaire des Traveling Wilburys, Jeff Lynne, originellement du groupe Electric Light Orchestra. Celui-ci a également été producteur de son album Cloud Nine, celui de Ringo Starr Time Takes Time et, plus tard, retenu par Paul McCartney pour Flaming Pie. Leur producteur historique George Martin, ne prend pas part à ces séances à cause de ses problèmes d'audition. McCartney explique : « George n'a pas été impliqué. Il ne veut plus produire beaucoup car son ouïe n'est plus aussi bonne qu'avant. C'est un gars très sensible, et il a dit « Écoute, Paul, j'aime faire un travail correct », et s'il ne s'en pense pas capable, il ne le fait pas. C'est très noble de sa part en fait, la plupart des gens prendraient l'argent et s'enfuiraient (« ...take the money and run »). » Martin affirme par contre qu'il n'a pas été invité, bien qu'il ne soit pas du tout amer et a préféré ne pas être impliqué dans ces séances.
La bande originale de la chanson se trouve sur une cassette audio, le chant de Lennon et le piano enregistrés sur la même piste. Pour la préproduction, McCartney fait appel à Geoff Emerick, l'ancien ingénieur de son des Beatles avec lequel il a souvent collaboré pour ses projets solo. Heureux de faire partie de ce projet, celui-ci invite son collègue Jon Jacobs pour le seconder. Comme l'enregistrement est fait par Lennon sans l'aide d'un métronome, ils doivent utiliser une piste rythmique (en) pour ensuite, par échantillonage, déplacer à la main chaque vers de la chanson afin que le rythme demeure constant. À cette époque, les deux sons sont impossibles à séparer, si bien que McCartney double la voix de son collègue en tentant le plus possible d'imiter le timbre de Lennon afin de le rehausser par rapport au piano. Jeff Lynne explique que cela reste bon pour l'intégrité du projet, car Lennon ne fait pas que chanter un vers ici ou là, mais joue aussi sur la chanson.
Maintenant sur un ruban 24 pistes, Free as a Bird présente l'intérêt de permettre aux trois autres Beatles — surnommés par la presse, « the Threetles » — d'y apposer leur touche, en complétant l'arrangement et en ajoutant un pont avec de nouvelles paroles, pour en quelque sorte réunir le groupe au complet. Les overdubs et la production sont réalisés en février et mars 1994 dans le studio personnel de Paul McCartney, Hogg Hill Mill (en), à Icklesham dans le Sussex,. Les musiciens enregistrent leurs contributions autour de l'idée de base de Lennon, qui contient des trous à combler. McCartney, qui a écrit la majorité des paroles manquantes, s'occupe principalement de la basse et chante en solo et en duo avec Lennon et fait les chœurs. Harrison ajoute plusieurs parties de guitare slide et acoustique en plus de faire les chœurs et de chanter un vers en solo. La chanson se termine par une courte coda et qui comprend une partie de ukulélé jouée par Harrison en plus de la voix parlée de John Lennon en fond qui sonne comme s'il disait « made by John Lennon » (fait par John Lennon). D'après McCartney, c'était complètement involontaire et découvert uniquement lors de l'écoute du mix final. Dans le remix pour la compilation 1+ sortie en 2015, cette phrase, « turned out nice again », dite par Lennon reprenant une rengaine de George Formby, est cette fois entendue dans le bon sens.
La chanson terminée, lorsque Ringo Starr entend les harmonies de McCartney et Harrison, il déclare qu'elle « sonne exactement comme “eux” [les Beatles] ». En fait, Starr explique qu'il a plutôt regardé ce projet du point de vue d'une « personne extérieure », comme s'il n'était plus un Beatle. À la fin du travail, les trois Beatles sont d'accord pour dire qu'ils ont le plus apprécié d'enregistrer Free as a Bird, car Real Love, l'autre titre de Lennon finalisé par le groupe, était déjà presque terminé dès le départ. Ils n'y ont que peu contribué, ayant l'impression d'être cantonnés au rôle de musiciens de session pour leur collègue.
Free as a Bird remporte en 1997 le Grammy Award de la meilleure performance pop d'un duo ou groupe avec chant, après être devenu le 31e single des Beatles à atteindre le top 10 des classements aux États-Unis et le 27e en Angleterre. Elle assure au groupe au moins un titre dans le top 40 pendant quatre décennies (des années 1960 aux années 1990). Le groupe publie aussi Real Love en 1996, sur le même principe (chanson de John Lennon retravaillée par les autres), qui atteint également le top 10 au Royaume-Uni. Assurée d'une énorme couverture médiatique, Now and Then ne sort qu'en novembre 2023 pour atteindre aussitôt la première position du classement britannique.

## Interprètes
- John Lennon : chant, piano
- Paul McCartney : chant, basse, contrebasse, chœurs et guitare acoustique
- George Harrison : chant et chœurs, guitares slide et acoustique, ukulélé
- Ringo Starr : batterie, percussions

### Équipe technique
- Jeff Lynne : producteur
- Geoff Emerick : ingénieur de son
- Jon Jacobs : ingénieur de son

## Clip vidéo
Après un décompte de 30 secondes à la fin de la diffusion du premier épisode du documentaire, le clip est présenté pour la première fois le 19 novembre 1995. Produit par Vincent Joliet et réalisé par Joe Pytka (Space Jam), le clip montre une scène, du point de vue d'un oiseau en plein vol, regorgeant de références aux chansons des Beatles, comme Penny Lane, Paperback Writer, A Day in the Life, Eleanor Rigby, et Helter Skelter. On estime que le clip contient de quatre-vingts à une centaine d'allusions à l'histoire des Beatles, leur musique et leurs textes. Bien que l'oiseau soit audible au début du clip, il n'apparaît à aucun moment à l'écran. Selon Neil Aspinall, alors directeur général d'Apple Records, la raison est que personne n'était d'accord sur quelle espèce d'oiseau utiliser.

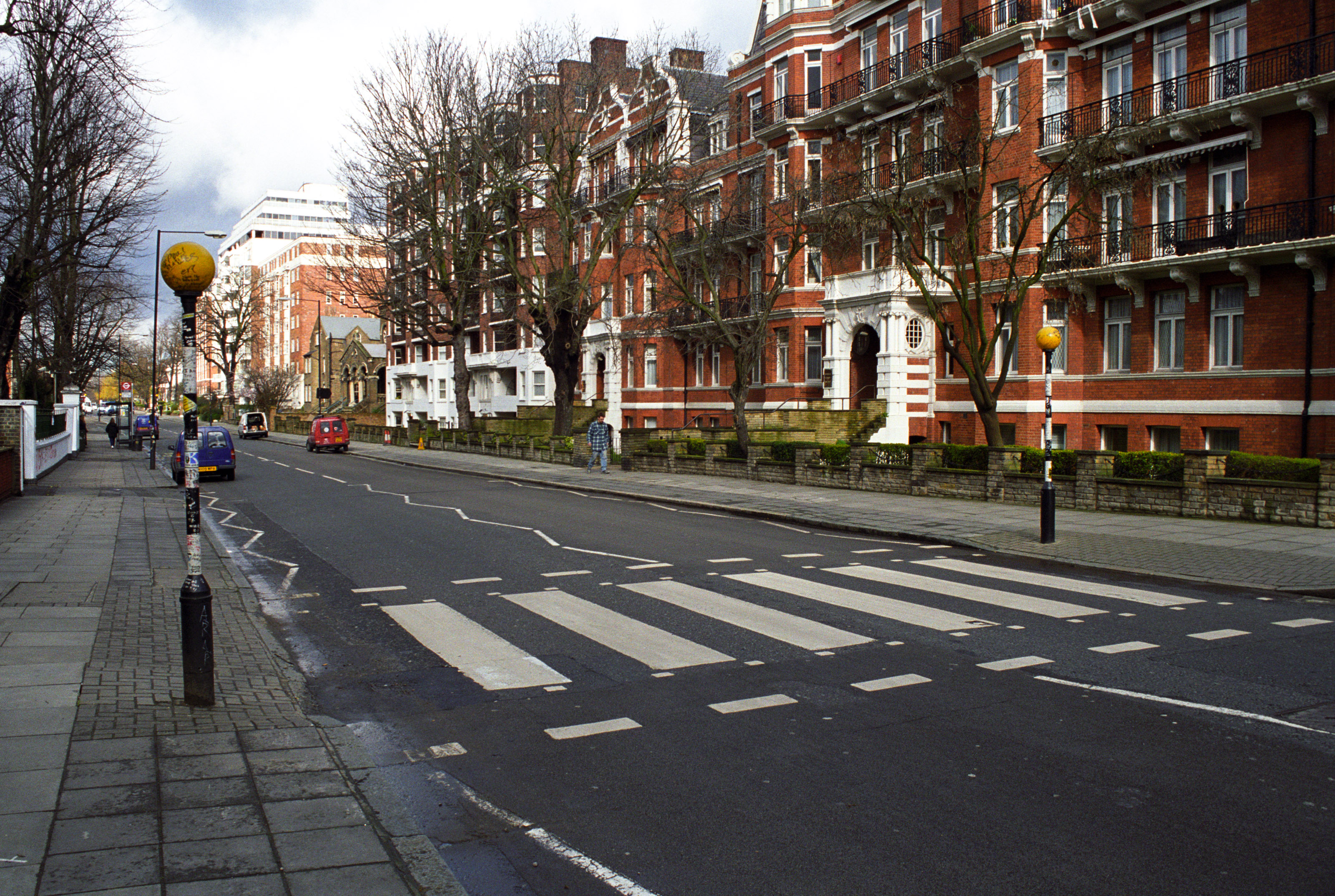
Le célèbre passage-piéton d'Abbey Road apparaît en fin de clip.

Joe Pytka a dû faire part de toutes ses idées aux Beatles à et Yoko Ono, pour s'assurer de leur accord avant de commencer le tournage. Il reçoit leur approbation, en même temps que la bénédiction personnelle de Derek Taylor. Les endroits authentiques sont utilisés le plus possible : le quartier de Penny Lane est remaquillé par le département artistique de Pytka pour ressembler à ce qu'il était dans les années 1950 (enfance du groupe), et le Liver Building et les docks de Liverpool sont également présents, en référence au père marin de John Lennon, Alfred Lennon.
Bien que Pytka ait fixé ses idées sur un storyboard, il l'abandonne dès le début du tournage, et suit le cours de ses inspirations selon les angles et perspectives proposés par le steadicam ou la Louma (caméra montée sur une grue Akela de 25 mètres). Par exemple, l'accident de voiture, qu'il filme d'en haut pendant des heures, avant de se rendre compte qu'une prise au steadicam sur le sol est bien meilleure. Des images d'archives sont utilisées, fondues dans le clip final grâce à un écran vert, comme le bobtail de Paul McCartney dans le cimetière, et l'éléphant dans la salle de danse indienne. Cet éléphant est ajouté à la fin, parce que Ringo Starr aime la scène mais tient à ce qu'un éléphant s'y trouve. Pytka accepte car, plus tôt, il a ajouté un sitar à cette scène sur demande de George Harrison. En plus du steadicam, Pytka utilise aussi un hélicoptère téléguidé équipé d'une caméra pour la scène du passage piéton d'Abbey Road.
George Harrison joue de l'ukulélé en studio pour la finale de Free as a Bird et suggère que ce soit lui qui soit filmé de dos à jouer de cet instrument sur la toute dernière scène du clip. Pytka a refusé cette idée, sentant qu'un Beatle contemporain ne devait pas apparaître à l'écran. Plus tard, Pytka déclare que ce fut un déchirement de cœur, particulièrement après la mort de Harrison en 2001 et après avoir découvert que l'ukulélé n'était pas qu'un simple extrait d'une vieille chanson, comme il le supposait.
Le vidéoclip de Free as a Bird remporte le Grammy Award du meilleur clip musical court, en 1997. On peut le voir dans le coffret DVD d'Anthology et sur le second disque vidéo de la réédition augmentée de la compilation 1. Dans la version remixée de 2015, la voix de McCartney est accentuée dans le second vers et on entend une autre tentative du vers « whatever happened to the life that we once knew », chanté en solo par Harrison, ou le mot « life » est remplacé par le mot « love ». L'instrumentation de la coda est aussi modifiée en augmentant le volume du clavecin et de l'harmonium et en éliminant une partie de la guitare et de la batterie.

## Publication et réception
Free as a Bird est diffusée pour la première fois sur la BBC Radio 1, le 20 novembre 1995 et sortie le lendemain sur l'album Anthology 1. Elle est publiée en single et dans un extended play trois semaines plus tard. Il s'agit de la première publication d'un single inédit du groupe depuis The Long and Winding Road, sorti aux États-Unis en 1970. Le dessin des pochettes est l'œuvre de John Lennon.
La première semaine, le single s'écoule à 120 000 exemplaires, entrant dans les charts britanniques directement à la deuxième position, mais le Earth Song de Michael Jackson l'empêchera de monter plus haut. En tout, le single reste huit semaines dans les classements. Aux États-Unis, Free as a Bird atteint la sixième place du Billboard Hot 100, devenant le 34e single des Beatles à atteindre le top 10 aux États-Unis.
Cette « nouvelle chanson » des Beatles reçoit des critiques diverses. Un auteur du Guardian la qualifie d'opération publicitaire exploitant l'image des Beatles, et en devant moins aux Beatles qu'à Jeff Lynne. The Independent la décrit « d'une discrétion décevante... la guitare de George Harrison pleure avec suffisamment de douceur lorsque c'est nécessaire, mais l'effet général tient du chant funèbre ». Christ Cart, animateur de Breakfast with the Beatles (émission radio consacrée au groupe), commente : « J'accorde de la valeur à toute chanson (spécialement si elle est bonne) jouée par John, Paul, George, et Ringo, peu importe comment (ou quand) elle a été enregistrée. »
Free as a Bird remporte en 1997 le Grammy Award de la meilleure performance pop d'un duo ou groupe avec chant.
Interviewé en janvier 2025, Dhani Harrison, le fils de George, affirme qu'une version remixée de cette chanson, utilisant la même technologie de séparation des sons pour la réalisation de Now and Then, a déjà été effectuée. Le 20 août 2025, les réseaux sociaux des Beatles et de Paul McCartney laissent supposer la sortie future d'un volume 4 du projet Anthology qui contiendrait, entre autres nouveautés, cette chanson et Real Love remixées.

## Les 45 tours
EPs par The Beatles
Baby It's You
(1995) Real Love
(1996)
La chanson Free as a Bird se trouve sur la face A du 45-tours avec Christmas Time (Is Here Again) en face B. Cette chanson de Noël a été enregistrée le 28 novembre 1967 pour être offerte en flexi disc, comme à chaque année, aux membres du fan club. La version originelle durait 6:06 et était entrecoupées de dialogues humoristiques, des rires et autres effets sonores. La version offerte ici, d'une durée de 3:03, n'inclus que la chanson avec, à la fin, des vœux de Noël tirées d'un enregistrement pour la radio fait l'année précédente et se conclut avec le poème absurde de Lennon de l'enregistrement originel.
Le maxi comprend les chansons précédentes en ouverture et en fermeture avec des versions inédites des chansons I Saw Her Standing There et This Boy. Première chanson du premier 33-tour, c'est la prise 1 de I Saw Her Standing There qu'on entend sur Please Please Me. Sur ce maxi, on entend la prise 9, celle-là même où le décompte du début est issu. On entend aussi un montage des prises 12 et 13 de la chanson This Boy, enregistrées le 17 octobre 1963.
Le 22 novembre 2019, le remixage de 2015 de la chanson est remastérisé et édité en 45 tours en vinyle 7 pouces double face A, couplé à Real Love, et est inclus dans un boîtier à tirage limité de la collection complète des singles du groupe.

### Liste des chansons
Single
| 1. | Free as a Bird | Lennon, McCartney, Harrison, Starr | John Lennon, Paul McCartney | 4:26 |

| 2. | Christmas Time (Is Here Again) | Lennon, McCartney, Harrison, Starr | Lennon, McCartney, Harrison, Starr | 3:02 |

EP
| 1. | Free as a Bird           | Lennon, McCartney, Harrison, Starr | John Lennon, Paul McCartney | 4:26 |
| 2. | I Saw Her Standing There | Lennon/McCartney                   | Paul McCartney              | 2:51 |

| 3. | This Boy                       | Lennon/McCartney                   | Lennon, McCartney, Harrison        | 3:17 |
| 4. | Christmas Time (Is Here Again) | Lennon, McCartney, Harrison, Starr | Lennon, McCartney, Harrison, Starr | 3:02 |

Single double face A, 2019
| No | Titre                  | Auteur                            | Chant principal            | Durée |
| -- | ---------------------- | --------------------------------- | -------------------------- | ----- |
| 1. | Free as a Bird (remix) | Lennon/McCartney/Harrison/Starkey | John Lennon/Paul McCartney | 4:26  |

| No | Titre     | Auteur | Chant principal | Durée |
| -- | --------- | ------ | --------------- | ----- |
| 2. | Real Love | Lennon | John Lennon     | 3:55  |

## Classements
| Date       | Single         | Chart                   | Durée du classement | Position |
| ---------- | -------------- | ----------------------- | ------------------- | -------- |
| 1995 -1996 | Free as a Bird | Hot 100                 | 11 semaines         | 6e       |
| 1995 -1996 | Free as a Bird | Mainstream Rock Tracks  | 6 semaines          | 8e       |
| 1995 -1996 | Free as a Bird | UK Singles Chart        | 14 semaines         | 2e       |
| 1995 -1996 | Free as a Bird | Single Top 100          | 10 semaines         | 37e      |
| 1995 -1996 | Free as a Bird | ARIA Charts             | 4 semaines          | 6e       |
| 1995 -1996 | Free as a Bird | Ö3 Austria Top 40       | 2 semaines          | 32e      |
| 1995 -1996 | Free as a Bird | (W) Ultratop            | 7 semaines          | 12e      |
| 1995 -1996 | Free as a Bird | (V) Ultratop            | 5 semaines          | 11e      |
| 1995 -1996 | Free as a Bird | RPM Top Singles         | 16 semaines         | 7e       |
| 1995 -1996 | Free as a Bird | Suomen virallinen lista | 5 semaines          | 7e       |
| 1995 -1996 | Free as a Bird | Top 100                 | 5 semaines          | 23e      |
| 1995 -1996 | Free as a Bird | VG-lista                | 5 semaines          | 14e      |
| 1995 -1996 | Free as a Bird | RMNZ Singles Top40      | 2 semaines          | 26e      |
| 1995 -1996 | Free as a Bird | Mega Top 50             | 5 semaines          | 9e       |
| 1995 -1996 | Free as a Bird | Sverigetopplistan       | 9 semaines          | 3e       |
| 1995 -1996 | Free as a Bird | Schweizer Hitparade     | 8 semaines          | 25e      |

### DVD The Beatles Anthology, 2003, Special Features: Recording Free as a Bird and Real Love
1. ↑  Ringo Starr, DVD Anthology, 0:00:43
2. ↑  George Harrison, DVD Anthology, 0:01:13
3. ↑  Ringo Starr, DVD Anthology, 0:01:58
4. ↑  Jeff Lynne, DVD Anthology, 0:03:16
5. ↑  Paul McCartney, DVD Anthology, 0:06:47
6. ↑  Ringo Starr, DVD Anthology, 0:03:33
7. ↑  Ringo Starr, DVD Anthology, 0:06:26
8. ↑  Paul McCartney, DVD Anthology, 0:08:09

### DVD The Beatles Anthology, 2003, Special Features: Making the Free as a Bird video
1. ↑  Neil Aspinall, DVD Anthology, 0:00:17
2. ↑  Joe Pytka, DVD Anthology, 0:01:06
3. ↑  Joe Pytka, DVD Anthology, 0:02:01
4. ↑  Joe Pytka, DVD Anthology, 0:04:44
5. ↑  Joe Pytka, DVD Anthology, 0:05:50
6. ↑  Joe Pytka, DVD Anthology, 0:07:06
7. ↑  Joe Pytka, DVD Anthology, 0:07:38
8. ↑  Joe Pytka, DVD Anthology, 0:10:16

### Autres sources
1. 1 2 3  (en) Mark Cunningham, « The Story Of The Beatles' Anthology Project », Sound on Sound (en),‎ décembre 1995 (lire en ligne, consulté le 21 juillet 2023).
2. 1 2  Livret de la compilation 1+
3. ↑  (en) John T. Marck, « Free As A Bird & Real Love », sur I Am the Beatles (consulté le 21 juillet 2023)
4. 1 2 3 4  (en) Matt Hurwitz, « The Creation of The Beatles’ Last Song and the Rebirth of Red and Blue », Sound & Vision (en),‎ 9 février 2024 (lire en ligne, consulté le 24 juillet 2024).
5. 1 2  (en) Joe Goodden, « Free as a Bird », sur The Beatles Bible (consulté le 21 juillet 2023)
6. ↑  (en) Paul Maclauchlan, « Recording Sessions Update - February & March 1994 » [archive], sur Gobnotch (consulté le 22 juillet 2023)
7. ↑  (en) Jeff Lynne & The Beatles, Face the Music, 26/02/2000. Consulté le 1 mars 2011
8. 1 2 3  (en) Mayer Nissim, « 'Free as a Bird' and 'Real Love': The story of the last "new" Beatles songs », Gold Radio UK (en),‎ 24 juillet 2023 (lire en ligne, consulté le 24 juillet 2024).
9. ↑  (en) Renee Montagne's, « Paul McCartney Gets Back to The Beatles », NPR, 26/11/2002. Consulté le 1/03/2011
10. ↑  (en) Sean O'Hagan », Macca beyond », The Observer, 18/09/2005. Consulté le 1/03/2011
11. ↑  (en) « Billboard US Charts - Beatles », sur mybeatles.net (consulté le 16 octobre 2023).
12. ↑  (en) « THE BEATLES », sur Official Charts (consulté le 16 octobre 2023).
13. ↑  (en) Arun Starkey, « Ringo Starr calls ‘Now And Then’ number one “incredible” », Far Out (en),‎ 12 novembre 2023 (lire en ligne, consulté le 21 février 2024).
14. 1 2  (en) Chris Ingham, The Rough Guide To the Beatles, Londres, Rough Guides, 2003, 403 p. (ISBN 1-84353-140-2, lire en ligne), p. 92-93
15. ↑  (en) Richard Corliss, « Free as a Beatle, 24/06/2006. Consulté le 1/03/2011
16. ↑  (en) « Free as a Bird », sur Discogs (consulté le 29 août 2022)
17. ↑  (en) British Hit Singles and Albums, Guinness World Records, 2006, 717 p. (ISBN 1-904994-10-5), p. 49
18. ↑  (en) The Beatles’ biography, Rolling Stone. Consulté le 1/03/2011
19. ↑  (en) Caroline Sullivan, « Do they believe in yesterday?, The Guardian, 21/11/1995. Consulté le 1/03/2011
20. ↑  (en) Rip Rense, « One More Beatles Song, or Should They Just Let It Be », The Rip Post, 21/08/2005. Consulté le 2/03/2011
21. ↑  (en) « 2 Beatles Songs from ’90s to Be Remixed with AI for Clearer Vocals by John Lennon, Says George Harrison’s Son », Yomiuri shinbun,‎ 23 janvier 2025 (lire en ligne, consulté le 2 février 2025).
22. ↑  (en) Liberty Dunworth, « Paul McCartney teases return of The Beatles’ ‘Anthology’ project », NME,‎ 29 août 2025 (lire en ligne, consulté le 20 août 2025).
23. ↑  (en) Joe Goodden, « Christmas Time (Is Here Again) », sur The Beatles Bible (consulté le 19 août 2020)
24. ↑  (en) Dave Rybaczewski, « I Saw Her Standing There », sur Beatles Music History, DKR Products Toledo, Ohio. (consulté le 24 avril 2023)
25. ↑  (en) Dave Rybaczewski, « This Boy », sur Beatles Music History, DKR Products Toledo, Ohio. (consulté le 24 avril 2023)
26. ↑  (en) Quinn Moreland, « The Beatles’ Singles Compiled in Massive New Box Set », Pitchfork,‎ 16 octobre 2019 (lire en ligne, consulté le 16 octobre 2019).
27. ↑  (en) billboard.com/the beatles_free as a bird/chart history/billboard hot 100
28. ↑  (en) billboard.com/the beatles_free as a bird/chart history/mainstream rock tracks
29. ↑  (en) officialcharts.com/archives/the beatles/singles
30. 1 2 3 4 5 6 7 8 9 10 11 12  (de) hitparade.ch/song/the beatles_free as a bird
31. ↑  (en) bac-lac.gc.ca/Rpm/search database//top singles